# Jimmy Carter
James Earl „Jimmy“ Carter, Jr. (1. října 1924 Plains, Georgie – 29. prosince 2024 Plains, Georgie) byl americký demokratický politik, 39. prezident Spojených států amerických (1977–1981), 76. guvernér Georgie (1972–1975) a člen georgijského senátu (1962–1966). V roce 2002 obdržel Nobelovu cenu za mír. Jako jediný americký prezident se dožil více než 100 let. V roce 2012 překonal Hooverovo rekordní období dožití od opuštění prezidentského úřadu, které při Carterově úmrtí činilo 43 let.
V prezidentských volbách roku 1976 porazil republikánského kandidáta Geralda Forda.

## Mládí
James Earl Carter Jr. se narodil 1. října 1924 v Plains v Georgii v nemocnici, kde jeho matka pracovala jako zdravotní sestra. Carter se tak stal prvním americkým prezidentem narozeným v nemocnici. Byl nejstarším synem Bessie Lillian Gordyové a Jamese Earla Cartera Sr. Carter je potomkem anglického přistěhovalce Thomase Cartera, který se usadil v kolonii Virginie v roce 1635. Četné generace Carterů žily jako pěstitelé bavlny v Georgii. Plains bylo v době Carterova narození městem s 600 obyvateli. Jeho otec byl úspěšný místní podnikatel, který provozoval obchod se smíšeným zbožím a byl investorem do zemědělské půdy. Carterův otec předtím sloužil jako podporučík v záloze v U.S. Army Quartermaster Corps během první světové války.
Během Carterova dětství se jeho rodina několikrát stěhovala, usadila se například na prašné cestě v nedaleké vesnici Archery, která byla téměř celá osídlena chudými afroamerickými rodinami. Jeho rodina měla nakonec další tři děti: Gloria, Ruth a Billy. Se svými rodiči vycházel dobře. Jeho matka byla v dětství často v práci dlouhé hodiny. Přestože jeho otec byl neochvějně pro segregaci, dovolil Jimmymu, aby se spřátelil s dětmi černošských farmářů.

## Vzdělání
Carter navštěvoval Plains High School od roku 1937 do roku 1941, absolvoval pouze jedenáct tříd, škola totiž neměla dvanáctou třídu. V té době byly Archery a Plains zbídačeny Velkou hospodářskou krizí, ale rodina těžila ze zemědělských dotací v rámci programu New Deal. Carter sám byl pilným studentem se zálibou ve čtení. Jako dospívající hrál Carter v basketbalovém týmu Plains High School a také se připojil k mládežnické organizaci s názvem Future Farmers of America, která mu pomohla rozvinout celoživotní zájem o práci se dřevem.
Carter dlouho snil o tom, že bude navštěvovat námořní akademii Spojených států. V roce 1941 zahájil bakalářské studium inženýrství na Georgia Southwestern College v nedalekém Americusu v Georgii. Následující rok přestoupil na Georgia Institute of Technology v Atlantě a v roce 1943 byl přijat na námořní akademii. Byl dobrým studentem, ale byl považován za rezervovaného a tichého. Během studia na akademii se Carter zamiloval do Rosalynn Smithové, kamarádky jeho sestry Ruth. Vzali se krátce po jeho promoci v roce 1946. Hrál fotbal za námořní záložníky. Studium zakončil v roce 1947 na 60. místě z 821 poddůstojníků a s titulem bakaláře věd a dosáhl hodnosti praporčíka.

## Námořní kariéra

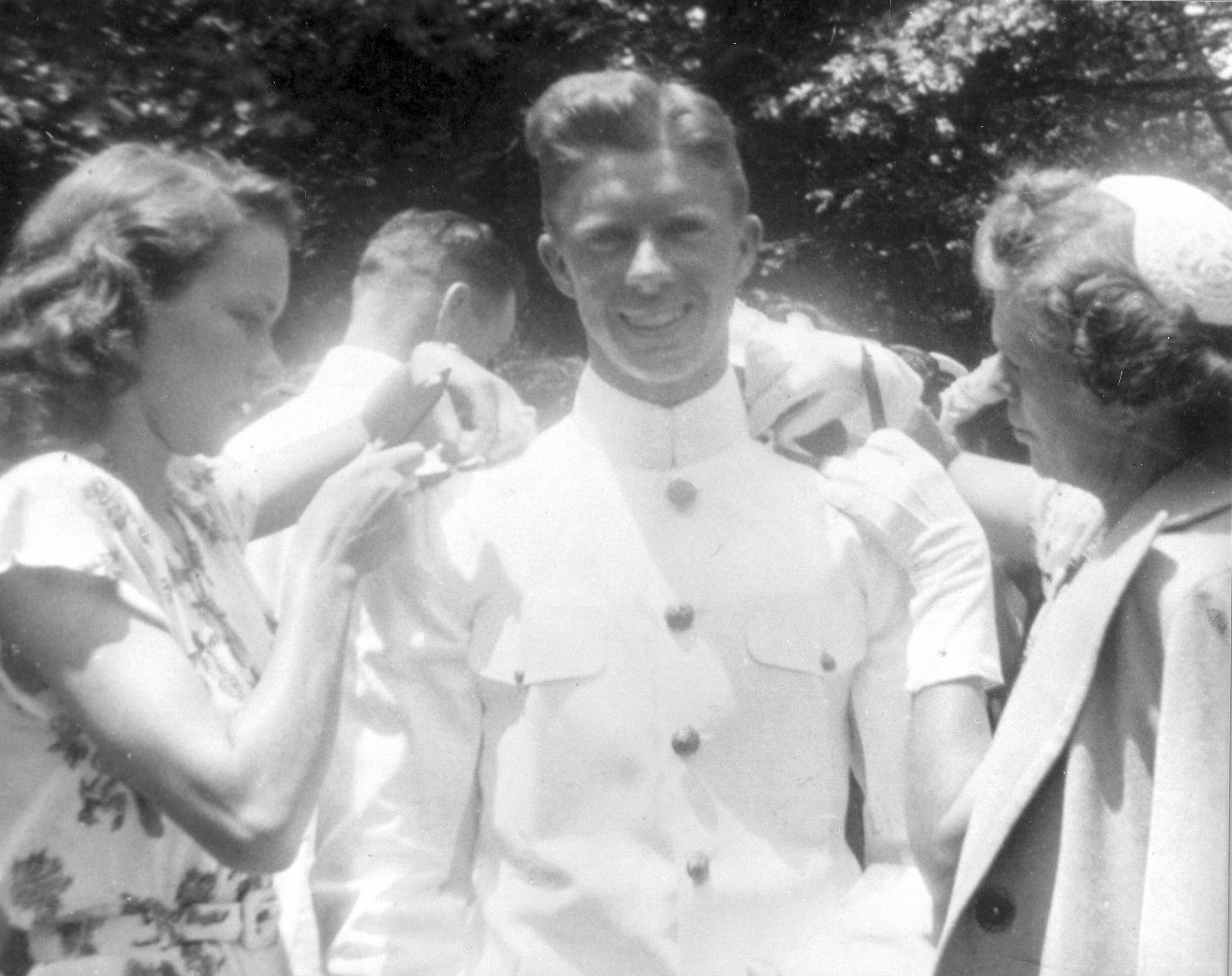
Carter s Rosalynn Smithovou a jeho matkou při promoci v Námořní akademii v Annapolisu, 5. června 1946

Od roku 1946 do roku 1953 žil Carterovi ve Virginii, na Havaji, v Connecticutu, New Yorku a Kalifornii, během Carterova nasazení v Atlantické a Pacifické flotile. V roce 1948 zahájil důstojnický výcvik pro ponorkovou službu a sloužil na palubě USS Pomfret. V roce 1949 byl povýšen na poručíka. V roce 1951 byl přidělen k dieselové/elektrické USS K-1 (SSK-1), kvalifikoval se pro velení a sloužil na několika pozicích, včetně výkonného důstojníka.
V roce 1952 začal spolupracovat s rodícím se programem jaderných ponorek námořnictva, vedeným kapitánem Hymanem G. Rickoverem, který měl vysoké standardy a požadavky na své muže a stroje. Carter později řekl, že vedle svých rodičů měl Rickover největší vliv na jeho život. Byl poslán do Naval Reactors Branch of the Atomic Energy Commission ve Washingtonu, D.C. na tříměsíční dočasnou službu, zatímco Rosalynn se přestěhovala se svými dětmi do Schenectady v New Yorku.
Dne 12. prosince 1952 způsobila nehoda s experimentálním reaktorem NRX v laboratořích Atomic Energy of Canada Chalk River částečné roztavení reaktoru, což mělo za následek miliony litrů radioaktivní vody, která zaplavila suterén reaktorové budovy. To zanechalo jádro reaktoru v troskách. Carter byl poslán do Chalk River, aby vedl americkou údržbářskou posádku, která se připojila k dalšímu americkému a kanadskému servisnímu personálu, aby pomohla při odstavení reaktoru. Náročný proces vyžadoval, aby si každý člen týmu oblékl ochranné vybavení a byl spuštěn jednotlivě do reaktoru po dobu 90 sekund, čímž se omezilo jejich vystavení radioaktivitě během demontáže zničeného reaktoru. Když byl Carter spuštěn dovnitř, jeho úkolem bylo jednoduše otočit jedním šroubem. Během a po svém prezidentství Carter řekl, že jeho zkušenosti v Chalk River formovaly jeho názory na atomovou energii a vedly ho k zastavení vývoje neutronové bomby.
V březnu 1953 Carter zahájil jadernou školu, šestiměsíční kurz pokrývající provoz jaderných elektráren na Union College v Schenectady. Jeho záměrem bylo nakonec pracovat na palubě USS Seawolf, která měla být druhou americkou jadernou ponorkou. Jeho plány se změnily, když jeho otec zemřel na rakovinu v červenci, dva měsíce před zahájením výstavby Seawolf. Carter získal uvolnění z aktivní služby, aby mohl převzít rodinný obchod s arašídy. Carter opustil aktivní službu 9. října 1953. Do roku 1961 sloužil v neaktivních námořních zálohách a službu opustil v hodnosti poručíka. Mezi jeho ocenění patří American Campaign Medal, World War II Victory Medal, China Service Medal a National Defense Service Medal.

## Zemědělství
Po vyrovnání dluhů a rozdělení majetku mezi dědice zdědil Jimmy poměrně málo. Rok, on, Rosalynn a jejich tři synové žili v Plains. Carter měl znalosti ve vědeckých a technologických předmětech a rozhodl se rozšířit rodinné podnikání a pěstovat arašídy. Přechod od námořnictva k zemědělci a obchodníkovi byl obtížný, protože jeho sklizeň v prvním roce selhala kvůli suchu a Carter si musel půjčovat, aby farma nezkrachovala. Mezitím navštěvoval kurzy a četl o zemědělství, zatímco Rosalynn se učila účetnictví, aby spravovala obchodní knihy. Zhruba po roce Carterovi rozšířili podnikání a stali se docela úspěšnými.

## Počátky politické kariéry (1963–1971)

### Senátor státu Georgia (1963–1967)
Když v roce 1954 v Plains vyvolalo rasové napětí rozhodnutí Nejvyššího soudu Spojených států ve věci Brown vs. Board of Education, Carter upřednostňoval rasovou toleranci a integraci, ale často si tyto pocity nechával pro sebe, aby si neudělal nepřátele. V roce 1961 začal více mluvit o integraci jako člen baptistické církve a předseda školní rady okresu Sumter. V roce 1962 Carter oznámil svou kampaň na volné senátní křeslo ve státě Georgia patnáct dní před volbami. Rosalynn, která měla instinkt pro politiku a organizaci, byla nápomocná v jeho kampani. Zatímco předčasné sčítání hlasovacích lístků ukázalo, že Carter zaostává za svým oponentem Homerem Moorem, později se ukázalo, že to byl výsledek podvodného hlasování. Bylo zjištěno, že podvod zorganizoval Joe Hurst, předseda Demokratické strany v okrese Quitman. Carter zpochybnil výsledek voleb, který byl při vyšetřování potvrzen jako podvodný. Následně se konaly další volby, ve kterých Carter vyhrál nad Moorem.
Hnutí za občanská práva bylo v plném proudu, když Carter nastoupil do úřadu. On a jeho rodina se stali věrnými stoupenci Johna F. Kennedyho. Carter zprvu o této otázce mlčel, i když polarizovala většinu okresu, aby si neodcizil své segregacionistické kolegy. Carter vstoupil do státního Demokratického výkonného výboru dva roky po nástupu do úřadu. Stal se předsedou Komise pro plánování a rozvoj západní centrální Georgie, která dohlížela na vyplácení federálních a státních grantů na projekty, jako je obnova historických míst.
Když byl Bo Callaway v roce 1964 zvolen do Sněmovny reprezentantů Spojených států, Carter okamžitě začal plánovat, že se mu postaví. Oba se předtím střetli o to, která dvouletá vysoká škola bude státem rozšířena na čtyřletý vysokoškolský program, a Carter viděl Callawaye – který přešel k Republikánské straně – jako soupeře, který reprezentuje aspekty politiky, kterými pohrdal. Carter sám byl znovu zvolen na druhé dvouleté funkční období ve státním senátu, kde předsedal výboru pro vzdělávání a ke konci volebního období seděl v rozpočtovém výboru. Přispěl také k návrhu zákona, který rozšířil financování celostátního vzdělávání a získal čtyřletý program Georgia Southwestern State University. Využil své práce v oblasti regionálního plánování a pronášel projevy po celém obvodu, aby se zviditelnil potenciálním voličům. Poslední den volebního období Carter oznámil svou kandidaturu do Sněmovny reprezentantů. Nicméně, Callaway se rozhodl kandidovat na guvernéra Georgie, a Carter opustil své vlastní úsilí a také se rozhodl kandidovat na guvernéra.

### Guvernérské kampaně 1966 a 1970
V guvernérských volbách v roce 1966 Carter kandidoval proti liberálnímu bývalému guvernérovi Ellisu Arnallovi a konzervativnímu segregacionistovi Lesteru Maddoxovi v demokratických primárkách. Na tiskové konferenci popsal svou ideologii jako „konzervativní, umírněnou, liberální a uprostřed. … Věřím, že jsem komplikovanější člověk.“ Prohrál primárky, ale získal dostatek hlasů jako kandidát na třetím místě, aby donutil Arnalla k druhému kolu voleb s Maddoxem, který pak těsně porazil Arnalla. Ve všeobecných volbách republikánský kandidát Callaway získal většinu hlasů, ale nedosáhl 50% většiny, což umožnilo Sněmovně reprezentantů státu Georgia s demokratickou většinou zvolit Maddoxe guvernérem. To vyústilo ve vítězství Maddoxe, jehož vítězství – kvůli jeho segregacionistickému postoji – bylo považováno za horší výsledek pro Cartera. Carter se vrátil ke svému zemědělskému podnikání a pečlivě plánoval svou další kampaň. Toto období bylo pro Cartera duchovním zlomem; prohlásil se za znovuzrozeného křesťana. Jeho poslední dítě Amy se narodilo v této době.
V guvernérských volbách v roce 1970 se bývalý liberální guvernér Carl Sanders stal Carterovým hlavním soupeřem v demokratických primárkách. Carter vedl modernější kampaň, využíval tištěnou grafiku a statistické analýzy. V reakci na údaje z průzkumů se Carter přikláněl ke konzervativnějšímu postoji než dříve, stavěl se do pozice populisty a kritizoval Sanderse za jeho bohatství. Obvinil také Sanderse z korupce, ale když na něj tlačila média, nedokázal přijít s důkazy. Během své kampaně Carter usiloval jak o černošské hlasy, tak o hlasy pro Wallace, s odkazem na příznivce prominentního alabamského segregacionisty George Wallace. Zatímco se setkal s černošskými osobnostmi, jako byl Martin Luther King Sr. a Andrew Young, a navštívil mnoho podniků vlastněných černochy, chválil ale také Wallace.
Carter v prvním kole v září předstihl Sanderse poměrem 49 ku 38 procentům, což vedlo k druhému kolu voleb. Následná kampaň byla ještě trpčí; Navzdory jeho počáteční podpoře občanských práv Carterův apel na rasismus rostl a kritizoval Sanderse za podporu Martina Luthera Kinga Jr. Carter vyhrál druhé kolo voleb s 60 procenty hlasů a snadno vyhrál všeobecné volby proti republikánskému kandidátovi Halu Suitovi. Jakmile byl zvolen, Carter změnil názor a začal vystupovat proti georgieské rasistické politice. Leroy Johnson, černošský senátor, vyjádřil Carterovi podporu: „Chápu, proč vedl takový druh ultrakonzervativní kampaně. Nevěřím, že můžete vyhrát v tomto státě, aniž byste byli rasisté.“

## Guvernér Georgie (1971–1975)
Carter složil přísahu jako 76. guvernér Georgie 12. ledna 1971. Ve svém inauguračním projevu prohlásil, že „doba rasové diskriminace skončila“ čímž šokoval dav a způsobil, že mnoho segregacionistů, kteří podporovali Cartera během kampaně, se cítilo zrazeno. Občanská práva byla pro Cartera vysokou prioritou. Do budovy Kapitolu přidal černošské státní zaměstnance a portréty tří prominentních Afroameričanů pocházejících z Georgie: Martina Luthera Kinga Jr., Lucy Craft Laneyové a Henryho McNeala Turnera. To rozhněvalo Ku Klux Klan. Upřednostňoval ústavní dodatek zakazující desegregaci za účelem urychlení integrace ve školách.
Poté, co Nejvyšší soud USA zamítl zákon o trestu smrti v Georgii v případu Furman vs. Georgia (1972), Carter podepsal revidovaný zákon o trestu smrti, který řešil námitky soudu, čímž znovu zavedl trest smrti v Georgii. Carter později litoval, že trest smrti schválil a řekl: „Neviděl jsem jeho nespravedlnost jako teď.“

## Prezidentské volby 1976

### Kampaň na prezidenta USA

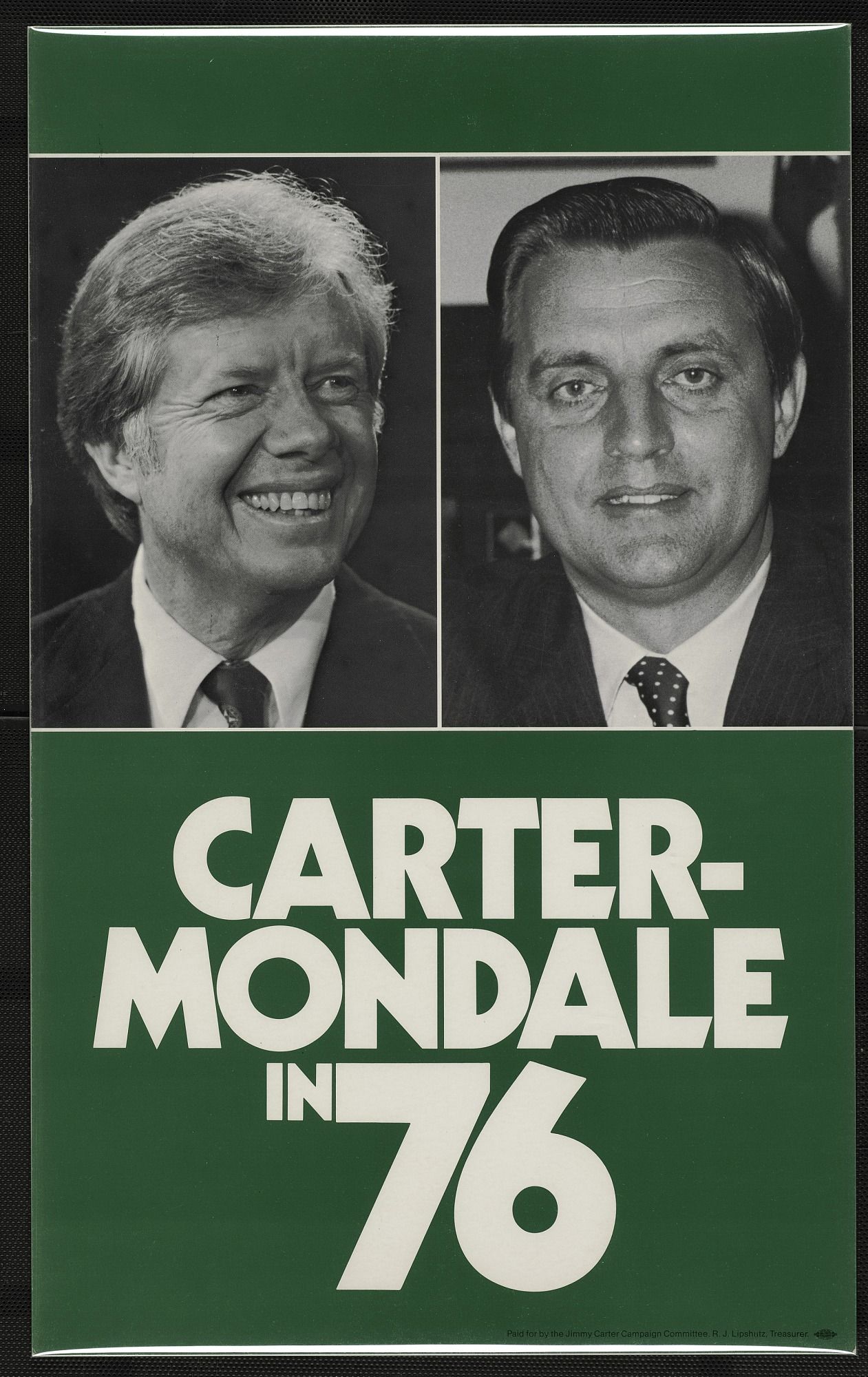
Plakát kampaně Jimmyho Cartera a Waltera Mondalea

Dne 12. prosince 1974 Carter oznámil svou prezidentskou kampaň v Národním tiskovém klubu ve Washingtonu, D.C. Jeho projev obsahoval témata domácí nerovnosti, optimismu a změny. Po svém vstupu do demokratických primárek soutěžil proti šestnácti dalším kandidátům a byl považován za málo nadějného proti celostátně známějším politikům, jako byl Wallace. Jeho oponenti se posměšně ptali „Jimmy Who?“. V reakci na to Carter začal zdůrazňovat své jméno a to, co reprezentuje, a uvedl: „Jmenuji se Jimmy Carter a kandiduji na prezidenta.“
Tato strategie se ukázala jako úspěšná. V polovině března 1976 byl Carter nejen daleko před aktivními uchazeči o prezidentskou nominaci, ale o několik procentních bodů před úřadujícím republikánským prezidentem Geraldem Fordem. Vzhledem k tomu, že skandál Watergate byl v myslích voličů stále čerstvý, Carterova pozice outsidera, vzdáleného Washingtonu se ukázala jako užitečná.
Carter se brzy stal favoritem, když vyhrál primárky v Iowě a v New Hampshire. Jeho strategie zahrnovala návštěvu regionu dříve, než tam jiný kandidát mohl rozšířit vliv. Carter cestoval přes 80 000 kilometrů, navštívil 37 států a přednesl více než 200 projevů předtím, než se do kampaně zapojil jakýkoli jiný kandidát. Na severu Carter oslovil především konzervativní křesťanské a venkovské voliče. Ačkoli byl Carter původně odmítnut jako regionální kandidát, získal demokratickou nominaci.

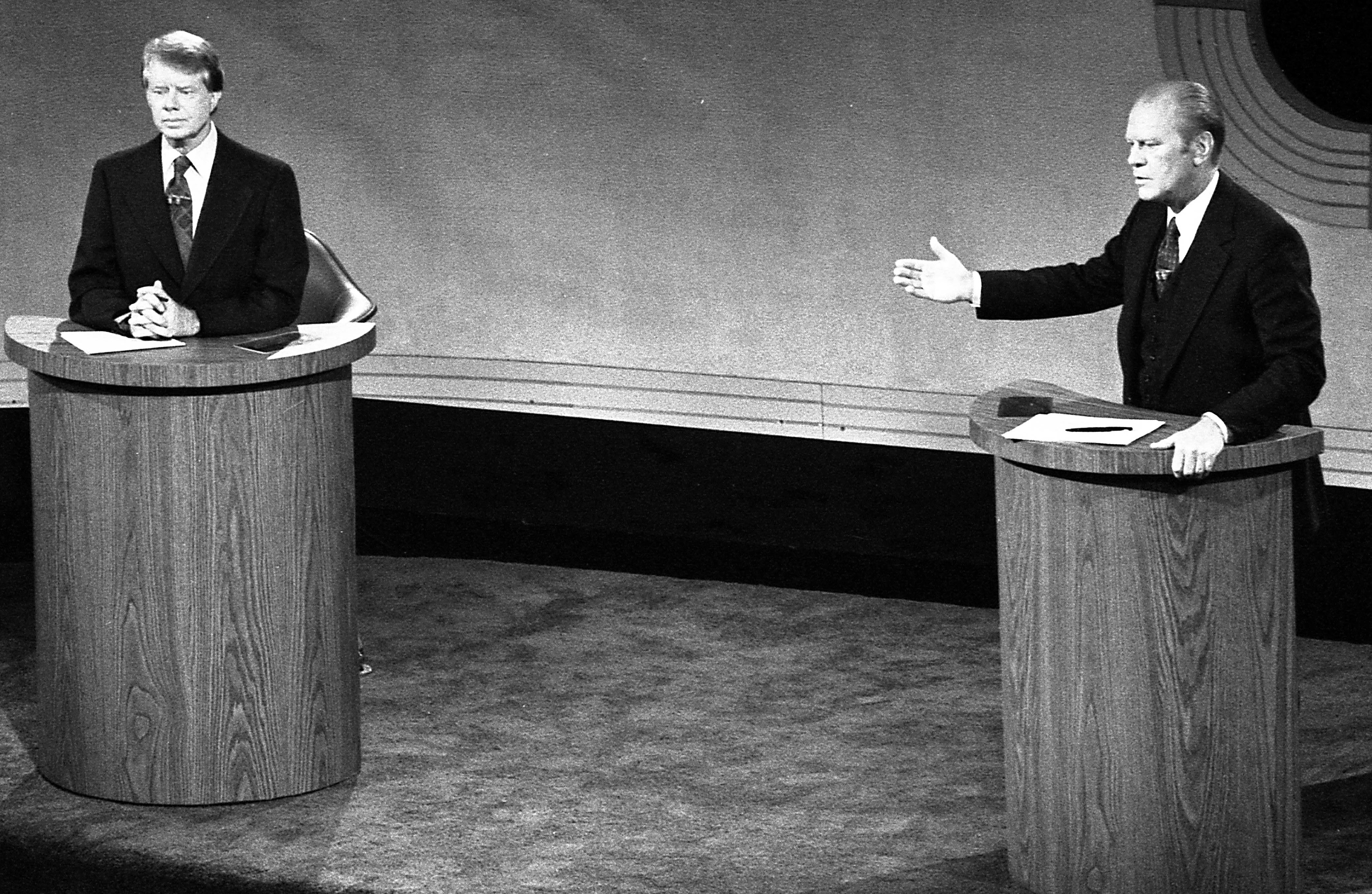
Jimmy Carter a Gerald Ford během televizní debaty 23. září 1976

Během rozhovoru v dubnu 1976 Carter řekl: „Nemám nic proti komunitě, která... se snaží udržet etnickou čistotu svých čtvrtí.“ Jeho poznámka byla míněna jako podpora zákonů o otevřeném bydlení, ale upřesnění odporu vůči vládním snahám „vpravit černé rodiny do bílé čtvrti jen proto, aby se vytvořila jakási integrace.“ Mezi Carterovy deklarované postoje během kampaně patřilo veřejné financování kongresových kampaní, jeho podpora vytvoření federálního úřadu na ochranu spotřebitelů, vytvoření samostatného ministerstva na úrovni kabinetu pro vzdělávání, podpis mírové smlouvy se Sovětským svazem o omezení jaderných zbraní, snížení rozpočtu na obranu, návrh na zavedení daní „podstatného zvýšení směrem k těm, kteří mají vyšší příjmy“, spolu se snížením odvodů pro daňové poplatníky s nižšími a středními příjmy, provedení několika změn zákona o sociálním zabezpečení a vyrovnaný rozpočet do konce jeho prvního funkčního období.
Dne 15. července 1976 si Carter vybral za svého kandidáta na viceprezidenta Waltera Mondaleho. Carter a Ford se utkali ve třech televizních debatách.
Pro listopadové číslo časopisu Playboy z roku 1976, které se dostalo na stánky pár týdnů před volbami, udělal Robert Scheer s kandidátem na prezidenta rozhovor. Při rozhovoru o svém náboženském pohledu na hrdost Carter řekl: „Na spoustu žen jsem se díval s chtíčem. Mnohokrát jsem se ve svém srdci dopustil cizoložství.“ Tato odpověď a jeho přiznání v jiném rozhovoru, že mu nevadí, když lidé vysloví slovo „fuck“, vedly k mediálnímu šílenství a kritikům lamentujícím nad stíráním hranic mezi politiky a jejich soukromým intimním životem.

### Volby
V celostátních průzkumech veřejného mínění měl Carter před Fordem značný náskok, ale koncem září se jeho náskok snížil na pouhých několik procentních bodů. V posledních dnech před volbami několik průzkumů ukázalo, že Ford Cartera dorovnal, a jeden v jednom dokonce Ford mírně vedl. Většina analytiků se shodla na tom, že Carter vyhraje lidové hlasování, ale někteří tvrdili, že Ford má možnost vyhrát sbor volitelů, a tím i volby.
Carter a Mondale nakonec porazili Forda a jeho spolukandidáta (senátora Boba Dolea), když získali 297 hlasů volitelů a 50,1 % hlasů voličů oproti Fordovým 240 hlasům volitelů a 48,0 % hlasů voličů. Carterovo vítězství bylo částečně přičítáno jeho obrovské podpoře mezi černošskými voliči ve státech, kde se rozhodovalo těsným rozdílem, jako například v Louisianě, Texasu, Pensylvánii, Missouri, Mississippi, Wisconsinu a Ohiu. V Ohiu a Wisconsinu, kde byl rozdíl mezi Carterem a Fordem méně než dva body, byly hlasy Afroameričanů pro Cartera rozhodující; kdyby v obou státech nezvítězil, vyhrál by volby Ford.
Ford krátce po vyhlášení výsledků telefonoval Carterovi, aby mu poblahopřál. Kvůli špatnému chraptivému hlasu nebyl schopen přiznat porážku před televizními kamerami, a tak to za něj udělala první dáma Betty. Dne 6. ledna 1977 dohlížel na potvrzení výsledků voleb viceprezident Nelson Rockefeller. Ačkoli Ford zvítězil ve Washingtonu, Mike Padden, tamní volitel, odevzdal svůj hlas Ronaldu Reaganovi, tehdejšímu guvernérovi Kalifornie a Carterovu pozdějšímu nástupci.

## Prezident (1977–1981)
Za jeho největší úspěchy je považováno vytvoření národní energetické politiky a reforma vlády, která vedla k vytvoření dvou ministerstev, Ministerstva energetiky a Ministerstva školství. Carter také úspěšně dereguloval některá průmyslová odvětví a zároveň prosadil silnější legislativu pro ochranu životního prostředí a rozšiřování národních parků na Aljašce.
V mezinárodní politice zprostředkoval uzavření mírové dohody z Camp Davidu mezi Egyptem a Izraelem 26. března 1979, dohody o Panamském průplavu, vytvoření plných diplomatických styků s Čínou a pokračování v druhé řadě rozhovorů o omezení strategických zbraní (SALT), jejichž první část byla uzavřena již v roce 1972.
Carter částečně ustoupil od reálpolitiky předchozích amerických vlád a začal klást větší důraz na ochranu lidských práv, demokratické hodnoty a boj proti chudobě. Počátkem roku 1979 Carter ukončil podporu diktátorského režimu rodinného klanu Somozů, kteří vládli s americkou podporou více než 40 let v Nikaragui. Po pádu jejich režimu se v Nikaragui dostali k moci marxističtí sandinisté. Carter také omezil nebo ukončil americkou vojenskou pomoc pravicovým vojenským režimům Augusta Pinocheta v Chile, Ernesto Geisela v Brazílii a Jorge Rafaela Videly v Argentině, kteří čelili kritice za porušovaní lidských práv. Carterově lidskoprávní politice často oponoval jeho poradce pro národní bezpečnost Zbigniew Brzezinski, který stejně jako Henry Kissinger kladl v americké zahraniční politice mnohem větší důraz na ochranu národních zájmů a boj proti sovětskému vlivu i za cenu spojenectví s diktátorskými režimy.
Spojené státy dlouhodobě podporovaly režim filipínského prezidenta Ferdinanda Marcose, ale během Carterovy administrativy se americko-filipínské vztahy krátkodobě zhoršily, když Carter kritizoval porušování lidských práv na Filipínách.
Během jeho vlády USA nevedly žádnou válku. Carter pokračoval v podpoře indonéského prezidenta Suharta jako spojence během studené války a to navzdory masivnímu porušování lidských práv na Východním Timoru, který byl roku 1975 okupován a protiprávně anektován Indonésií.
Podporoval režim prezidenta Mobutua v Zaire. Během Carterovy vlády obdrželo Zaire téměř polovinu americké zahraniční pomoci, která byla poslána do subsaharské Afriky. Bylo dojednáno spojenectví s liberijským prezidentem Samuelem Doem, který se dostal k moci vojenským převratem v roce 1980.
Na rozdíl od svých předchůdců se Carter postavil proti vládě bílé menšiny v Jihoafrické republice a Rhodesii. S Carterovou podporou schválila Rada bezpečnosti OSN Rezoluci 418, která uvalila zbrojní embargo na Jižní Afriku. Carter také vyvíjel nátlak na rhodéskou vládu Iana Smithe, což přispělo k volbám v roce 1979 a vytvoření Zimbabwe s vládou černošské většiny.

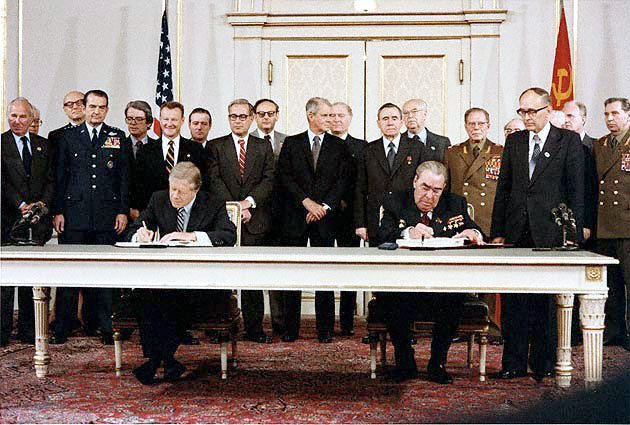
Jimmy Carter a Leonid Brežněv při ratifikaci SALT-2 (1979, Vídeň)

V roce 1979 byl Carter nucen čelit následkům druhého ropného šoku. Američany se snažil přimět, aby šetřili, a prosazoval omezení spotřeby benzinu. Na bílý dům nechal namontovat solární panely, omezil vytápění a sám začal chodit ve svetru, k čemuž vybízel i své spolupracovníky.

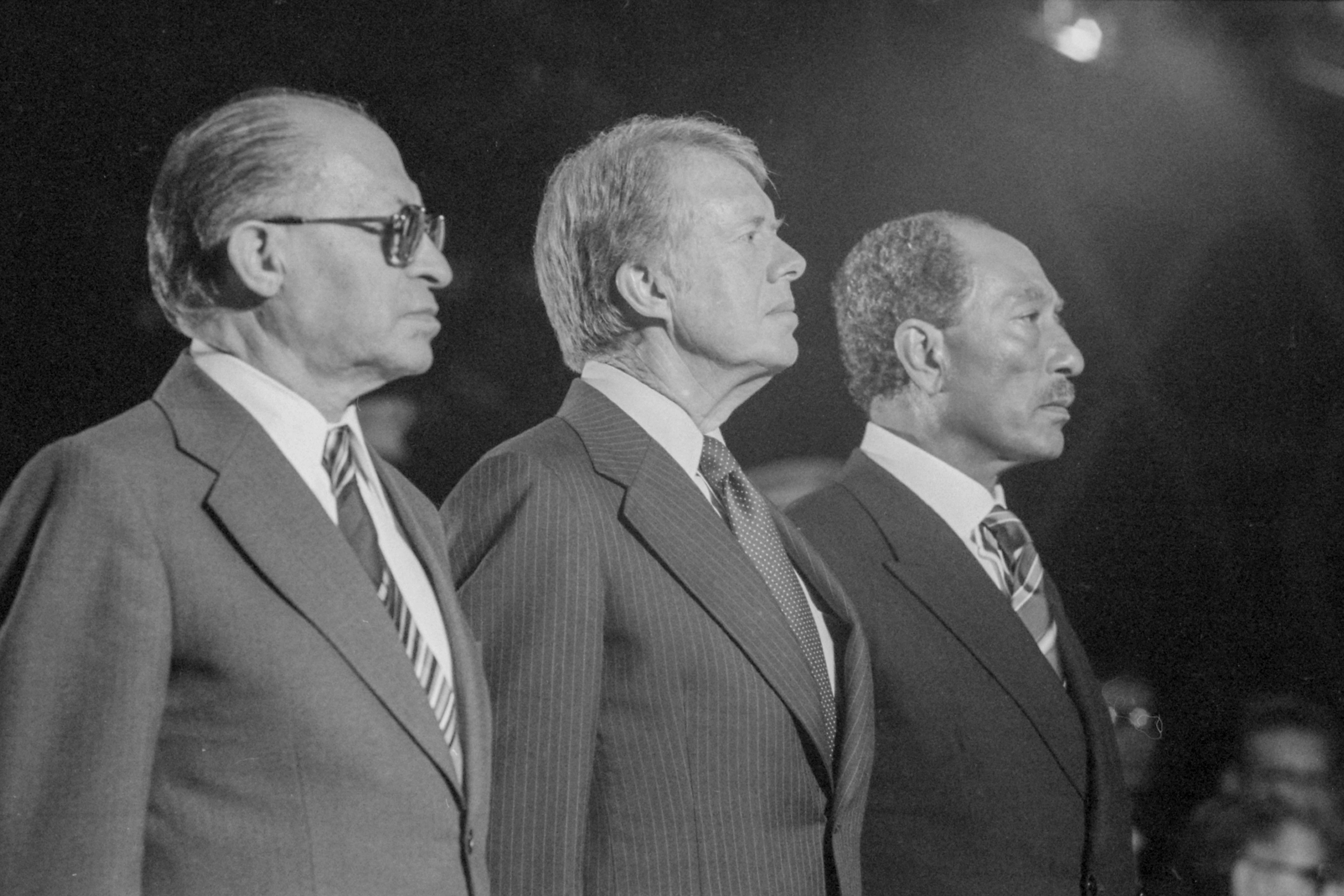
Menachem Begin, Jimmy Carter a Anvar Sadat při mírových jednání v Camp Davidu

V listopadu téhož roku začala jeho obliba u obyvatel klesat. V Íránu proběhla islámská revoluce a byl svržen proamerický íránský šáh Muhammad Rezá Pahlaví. Na americkém velvyslanectví v Teheránu bylo zadržováno několik desítek amerických občanů jako rukojmí a Íránci za jejich propuštění požadovali vydání bývalého šáha do Íránu.
Když o měsíc později došlo k sovětské invazi do Afghánistánu na podporu vládnoucího marxistického režimu, Carter se začal jevit jako slabý prezident, za kterého vliv Spojených států ve světě začal klesat. Další vlna zklamání se objevila, když v dubnu 1980 zcela selhala operace na osvobození amerických rukojmí v Teheránu. Pokud by proběhla úspěšně, měl by Carter lepší pozici pro obhájení prezidentského úřadu. V listopadu téhož roku jej ale zcela podle očekávání porazil Ronald Reagan. O deset let později se přišlo na to, že vydání rukojmích bylo záměrně pozdrženo, aby se odehrálo až po volbách. Událost byla nazvána Říjnové překvapení (October Surprise). V souvislosti s vojenskou účastí SSSR v Afghánistánu začal podporovat afghánské mudžahedíny (operace Cyclone) a přiměl olympijský výbor USA, aby 12. dubna 1980 rozhodl o neúčasti amerických sportovců na XXII. letních olympijských hrách v Moskvě.
Carter pověřil CIA, aby ve spolupráci s Pákistánem a Saúdskou Arábii začala podporovat povstalce, kteří bojovali proti komunistickému režimu v Afghánistánu a sovětské armádě. V Carterově politice pokračoval i republikánský prezident Ronald Reagan. Podle kritiků americká podpora domácích i zahraničních mudžahedínů sice pomohla k porážce Sovětského svazu, ale také přispěla ke zničení Afghánistánu a ke vzniku islamistických hnutí jako Tálibán a al-Káida. Carter začal tajně podporovat opozici proti prosovětskému režimu premiéra Tarakího v Kábulu už v červenci 1979, tedy ještě před sovětskou intervencí v Afghánistánu. Carterův poradce pro národní bezpečnost Zbigniew Brzezinski mu napsal v den, kdy sovětští vojáci překročili hranice Afghánistánu, že Spojené státy mají příležitost dát Sovětům v Afghánistánu "jejich Vietnam".

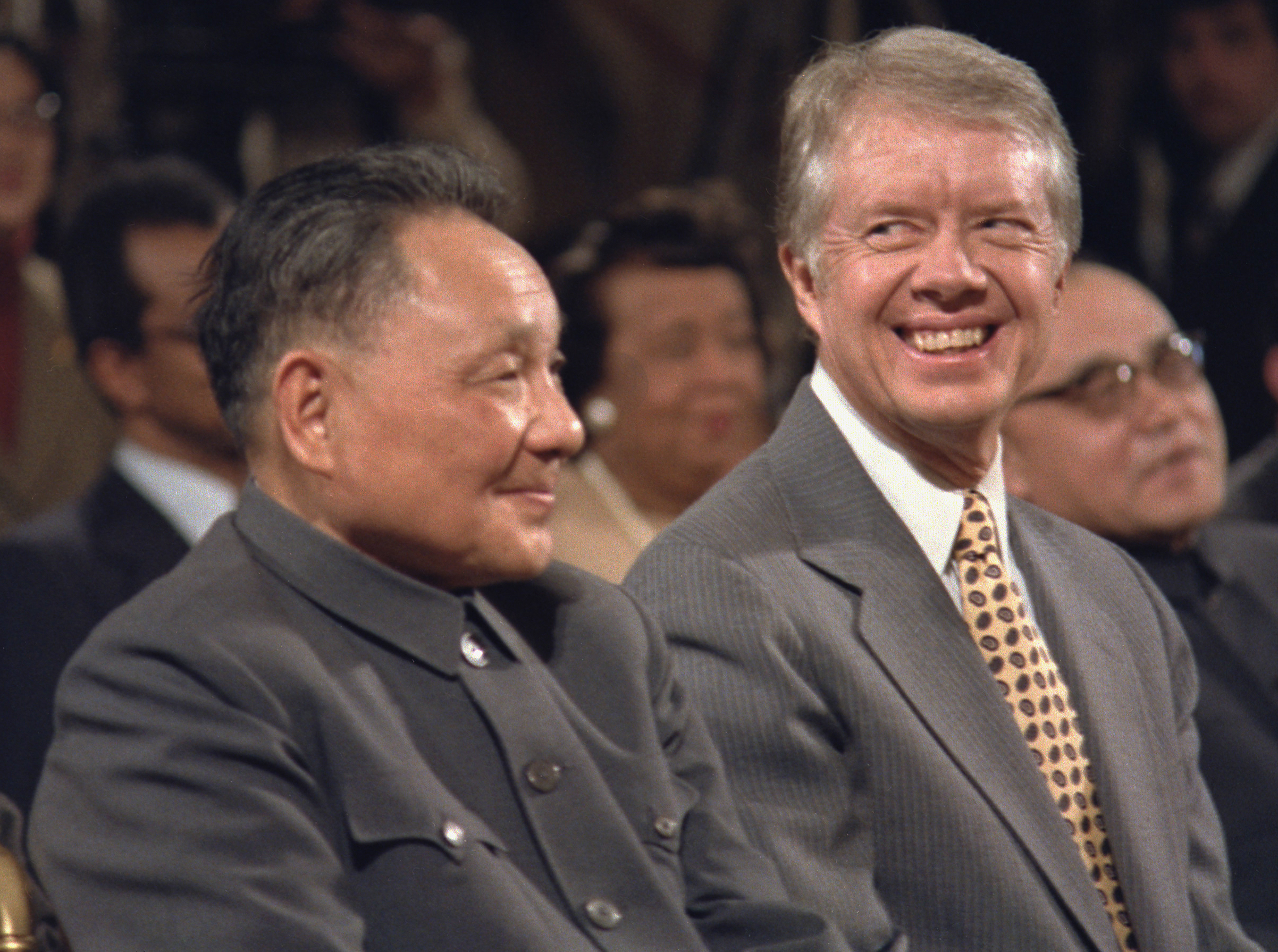
Jimmy Carter a čínský vůdce Teng Siao-pching, 1979

Carter se snažil o užší vztahy s Čínskou lidovou republikou a pokračoval v americko-čínském sbližování započatém během Nixonovy administrativy. Čína a Spojené státy stále více spolupracovaly proti Sovětskému svazu a Carterova administrativa mlčky souhlasila s čínskou invazí do Vietnamu. V roce 1979 Carter navázal oficiální diplomatické vztahy s ČLR a přerušil oficiální vztahy s Tchaj-wanem. Toto rozhodnutí vedlo k rozmachu obchodu mezi Spojenými státy a ČLR, která prováděla ekonomické reformy pod vedením Teng Siao-pchinga. V lednu 1980 Carter jednostranně vypověděl smlouvu o vzájemné obraně s Čínskou republikou, která v roce 1949 ztratila kontrolu nad pevninskou Čínou ve prospěch ČLR, ale zachovala si vládu nad ostrovem Tchaj-wan.
Podpořil jihokorejského autoritářského prezidenta Čon Du-hwana během povstání v Kwangdžu v květnu 1980. V září 1980 byl jihokorejský opoziční politik a prodemokratický aktivista Kim Te-džung odsouzen k trestu smrti, ale jeho rozsudek byl zmírněn po intervenci prezidentů Cartera a Reagana.
Na Carterovu zahraniční politiku měl velký vliv jeho poradce pro národní bezpečnost Zbigniew Brzezinski, který byl často ve sporu s ministrem zahraničí Cyrusem Vancem ohledně směřování americké zahraniční politiky. Brzezinski prosazoval konfrontační politiku vůči Sovětskému svazu a podílel se na vypracování Carterovy doktríny, která stanovila, že Spojené státy použijí v případě potřeby vojenskou sílu k obraně svých národních zájmů v Perském zálivu. Po vietnamské invazi do Kambodže v prosinci 1978, která svrhla pročínský režim Rudých Khmérů, Brzezinski přesvědčil Carterovu administrativu, aby neuznala novou kambodžskou vládu kvůli její podpoře Sovětským svazem. Spojené státy společně s Čínou a Thajskem začaly podporovat partyzánský boj Rudých Khmérů proti vietnamským jednotkám a nové kambodžské vládě.

## Exprezident (1981–2024)
Po odchodu z prezidentského úřadu se manželkou Rosalynn Carterovou vrátil do rodného města Plains v Georgii. Začal se věnovat především charitě, založil organizaci The Carter Centre, která pomáhá zlepšovat životy lidí, prosazovat demokracii a lidská práva a podílel se na mírovém řešení některých konfliktů. Přispěl též k takřka kompletnímu vymizení onemocnění drankulóza.
V roce 2002 obdržel za svou práci Nobelovu cenu za mír. Nevyhýbal se veřejnosti, přijímal účast v komentovaných zpravodajských událostech a publicistických pořadech – například nepodpořil americkou invazi do Iráku a kritizoval praktiky mučení válečných zajatců v rámci Operace Trvalá svoboda. Mimo to publikoval knihu Beyond the White House. V roce 2006 publikoval knihu Palestine: Peace Not Apartheid o izraelsko-palestinském konfliktu, ve které přirovnal izraelskou okupaci palestinských území na Západním břehu Jordánu a izraelské zacházení s Palestinci k apartheidu v Jižní Africe. V srpnu 2015 mu byla diagnostikována rakovina, ale brzy se vyléčil. Na začátku roku 2023 oznámil, že ukončil léčbu v nemocnici a nadále mu byla poskytována jen paliativní péče.

### Diplomacie
Velkou část Carterova postprezidentského období tvořila diplomacie. Toto diplomatické úsilí začalo na Blízkém východě, kde se v září 1981 setkal s izraelským premiérem Menachemem Beginem a v březnu 1983 podnikl cestu do Egypta, jejíž součástí bylo setkání se členy Organizace pro osvobození Palestiny. V lednu 1993 měl být Carter zvoleným prezidentem Billem Clintonem navržen do funkce vyjednavače během mírového procesu v Severním Irsku.
O rok později požádal Clinton bývalého prezidenta a spolustraníka o pomoc při mírové misi v Severní Koreji, během níž Carter vyjednal dohodu s Kim Ir-senem. Carter nastínil dohodu s Kimem, kterou oznámil televizi CNN bez souhlasu Clintonovy administrativy. Učinil tak údajně kvůli tomu, aby administrativa musela dohody přijmout.
V březnu 1999 navštívil Tchaj-wan a setkal se s prezidentem Lee Teng-chuejem. Během setkání Carter pochválil pokrok, kterého Tchaj-wan dosáhl v oblasti demokracie, lidských práv, hospodářství, kultury, vědy a techniky. Nicméně i v době své smrti zůstal Carter na Tchaj-wanu kontroverzní osobností, protože během svého prezidentství ukončil diplomatické vztahy USA s Tchaj-wanem.
V roce 2006 Carter vyjádřil nesouhlas s vnitřní a zahraniční politikou Izraele a zároveň prohlásil, že stále tuto zemi podporuje. Svou kritiku však rozšířil i na politiku Izraele v Libanonu, na Západním břehu Jordánu a v Gaze.
V červenci 2007 se v jihoafrickém Johannesburgu připojil k Nelsonu Mandelovi, aby oznámil svou účast ve skupině The Elders, která sdružuje nezávislé světové vůdce, jenž společně pracují na otázkách míru a lidských práv. Po tomto oznámení se Carter zúčastnil mimo jiné návštěv Dárfúru, Súdánu, Kypru, Korejského poloostrova a Blízkého východu. V listopadu 2008 se pokusil odcestovat do Zimbabwe, ale byl zastaven vládou prezidenta Roberta Mugabeho. V prosinci 2008 se Carter setkal se syrským prezidentem Bašárem Asadem a v červnu 2012 v telefonátu s Jeffery Brownem zdůraznil, že egyptští vojenští generálové by mohli převzít plnou výkonnou a zákonodárnou moc a vytvořit novou ústavu, která by byla výhodná pro ně samotné, pokud by se naplnily jejich ohlášené záměry.
Dne 10. srpna 2010 odcestoval do Severní Koreje, aby zajistil propuštění Aijalona Gomese, a úspěšně vyjednal jeho propuštění. V průběhu druhé poloviny roku 2017, kdy napětí mezi USA a Severní Koreou přetrvávalo, Carter doporučil uzavření mírové smlouvy mezi oběma zeměmi a potvrdil, že se přihlásil Trumpově administrativě jako diplomatický vyslanec v Severní Koreji.

### Vztahy s ostatními prezidenty

#### Ronald Reagan

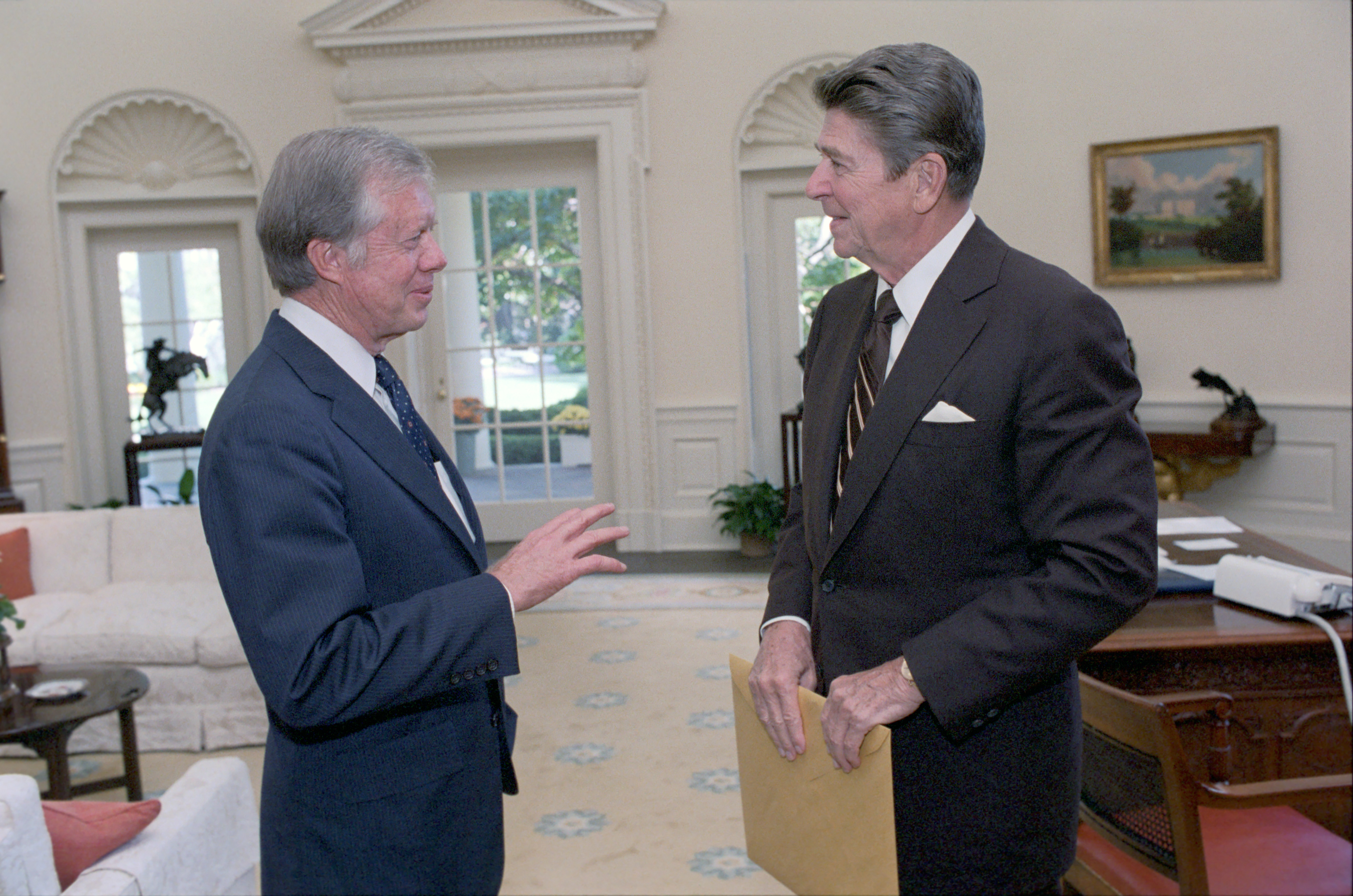
Jimmy Carter a Ronald Reagan v Oválné pracovně

Carter začal svůj první rok po odchodu z funkce slibem, že nebude kritizovat Reaganovu administrativu, protože údajně bylo „příliš brzy“. Postavil se na Reaganovu stranu v otázkách, jako bylo budování neutronových bomb po sovětské invazi do Afghánistánu, ale často vystupoval proti jeho administrativě a odsoudil mnoho jejích akcí na Blízkém východě. V roce 1987 Carter řekl, že Reagan není schopen zachovat mír na Blízkém východě. Odsoudil postup v případě masakru v Sabře a Šatíle, nedostatečné úsilí o záchranu a vyzvednutí čtyř amerických podnikatelů ze západního Bejrútu v roce 1984, Reaganovu podporu Strategické obranné iniciativy v roce 1985 a jeho konspirační teorie o terorismu. V roce 1987 kritizoval Reagana za ústupky teroristickým požadavkům, jmenování Roberta Borka do Nejvyššího soudu a jeho postup při řešení krize v Perském zálivu.

#### George H. W. Bush
Dne 16. ledna 1989, před inaugurací George H. W. Bushe, řekl Carter Geraldu Fordovi, že Reagan zažil „mediální líbánky“, a řekl, že věří, že Reaganův bezprostřední nástupce bude mít méně štěstí.

#### Bill Clinton
Jimmy Carter měl většinou špatné vztahy s Billem Clintonem, který jej vynechal z inauguračního ceremoniálu. Pochyboval o morálce Clintonovy administrativy, zejména v souvislosti se skandálem Moniky Lewinské a omilostněním Marca Riche.

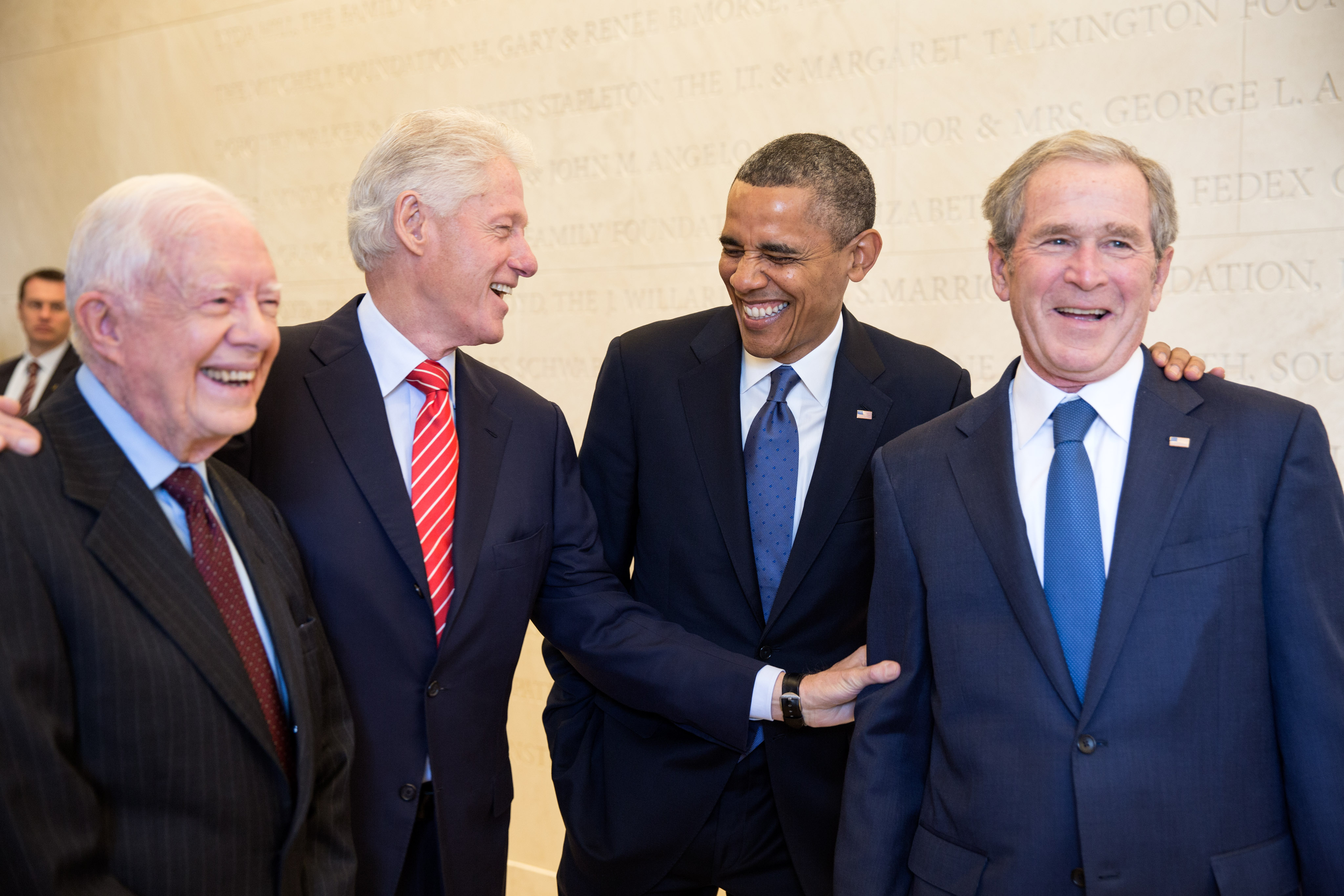
Čtyři prezidenti. Zleva: Jimmy Carter, Bill Clinton, Barack Obama a George W. Bush

#### George W. Bush
V červenci 2001 Carter prohlásil, že je „zklamán téměř vším“, co prezident George W. Bush udělal, ale po útocích z 11. září vyslovil pouze chválu a vyzval Američany, aby Bushe podpořili „naprosto jednotně“. Později se Carter postavil proti válce v Iráku a proti tomu, co považoval za pokus Bushe a Tonyho Blaira svrhnout Saddáma Husajna pomocí „lží a dezinterpretací“. V roce 2004 Carter řekl, že podle něj Bush zneužil útoky z 11. září, a obvinil média, že ho nekritizují. V roce 2007 Carter prohlásil, že Bushova administrativa „byla v zahraničních záležitostech nejhorší v dějinách“; později upřesnil, že pouze srovnával Bushovo působení s Nixonovým. Tony Fratto na Carterovy výroky na adresu Bushovy administrativy reagoval slovy, že tyto výroky zvyšují Carterovu bezvýznamnost. Na konci Bushova druhého funkčního období Carter považoval Bushovo působení za zklamání, jak řekl časopisu Forward Magazine.

#### Barack Obama
Ačkoli na počátku svého působení chválil prezidenta Baracka Obamu, Carter vyjádřil nesouhlas s používáním úderů bezpilotních letounů proti osobám podezřelým z terorismu, Obamovým rozhodnutím ponechat v provozu vězeňský tábor Guantanamo a s federálními sledovacími programy, které odhalil Edward Snowden.

#### Donald Trump
Během prvního prezidentství Donalda Trumpa se Carter příznivě vyjadřoval o šanci na imigrační reformu a kritizoval Trumpa za jeho postup ohledně poklekávání při americké hymně (jednalo se o symbolický protest proti rasismu a rasistickým vyjádřením Trumpa). V říjnu 2017 se Trumpa zastal v rozhovoru pro The New York Times a kritizoval, že média o něm píší tvrději „než o kterémkoli jiném prezidentovi“. V roce 2019 Trump Carterovi zavolal a vyjádřil obavy, že Čína „předbíhá“ Spojené státy. Carter souhlasil a řekl, že síla Číny pramení z jejího nezapojování se do ozbrojených konfliktů, a označil USA za „nejválečnější národ v dějinách světa.“

#### Joe Biden
V červenci 2021 poskytl Carter svůj poslední nahraný rozhovor, v němž vyjádřil názor, že prezident Joe Biden si ve funkci „vedl velmi dobře“. Podpořil jej v jeho kampani za znovuzvolení a po jeho odstoupení podpořil Kamalu Harris, přičemž její volbu označil za svůj další cíl.

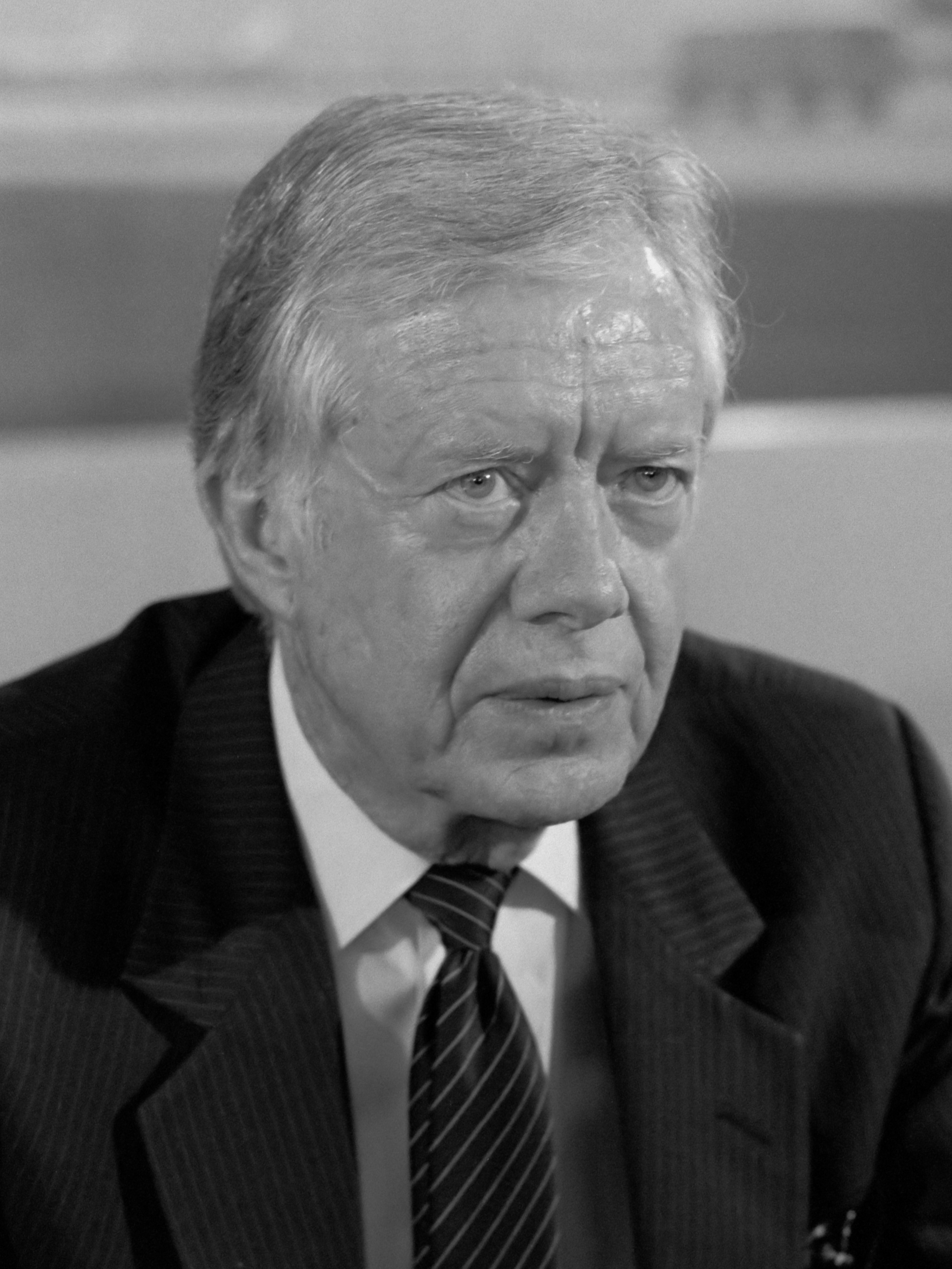
Jimmy Carter v roce 1988

### Podpora prezidentských kandidátů
Carter byl považován za potenciálního kandidáta demokratické strany v prezidentských volbách v roce 1984. V květnu 1982 Carter vyloučil další kandidaturu a místo toho podpořil Mondalea v demokratické prezidentské nominaci. Poté, co Mondale získal nominaci v demokratických primárkách, Carter kritizoval Reaganovu kampaň, vystoupil na Národním sjezdu Demokratické strany v roce 1984 a radil Mondalovi ohledně jeho kampaně. Po volbách, v nichž Reagan Mondala porazil, Carter prohlásil, že prohra byla předvídatelná, protože Mondaleova platforma zahrnovala zvyšování daní.
V březnu 1987 Carter vyloučil svou kandidaturu v prezidentských volbách v roce 1988 a předpověděl, že republikánským kandidátem bude viceprezident George H. W. Bush. Před Národním sjezdem Demokratické strany v roce 1988 Carter předpověděl, že na sjezdu dojde k jednotě strany poté, co mezi předpokládaným kandidátem Michaelem Dukakisem a druhým v pořadí Jesse Jacksonem vzniklo napětí. Po Bushově vítězství ve volbách Carter předpověděl, že Bushovo prezidentství bude náročnější než Reaganovo, protože Bush nebyl tak populární jako Reagan.
Během prezidentských voleb v roce 1992 se Carter setkal se senátorem Paulem Tsongasem, který jej požádal o radu. Bývalý prezident se příznivě vyjádřil o bývalém guvernérovi Arkansasu Billu Clintonovi a kritizoval texaského miliardáře Rosse Perota, který kandidoval jako nezávislý. Po skončení primárek Carter hovořil o potřebě, aby se Národní sjezd Demokratické strany v roce 1992 zabýval některými otázkami, na které se v minulosti nesoustředil. Zároveň vedl Clintonovu kampaň poté, přičemž veřejně prohlásil, že očekává, že s ním bude během Clintonova prezidentství konzultovat.
Několik dní před prezidentskými volbami v roce 2000 Carter podpořil viceprezidenta Ala Gora, kandidáta Demokratické strany, a v následujících letech vyjádřil svůj názor, že Gore volby vyhrál,) přestože republikánský kandidát George W. Bush byl po rozhodnutí Nejvyššího soudu ve věci Bush v. Gore uznán za vítěze.

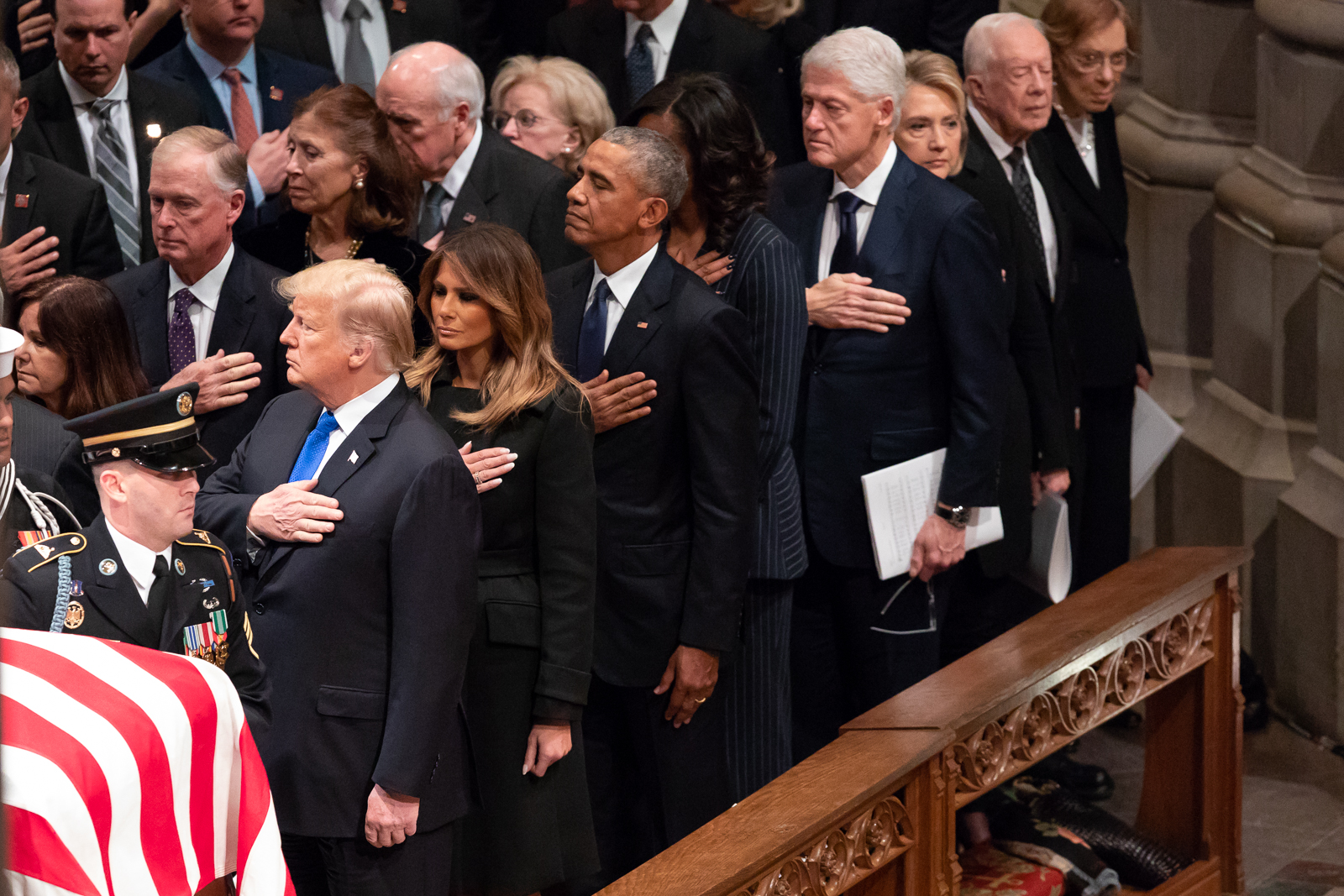
Prezidenti na pohřbu George H. W. Bushe v roce 2018. Jimmy Carter je úplně napravo

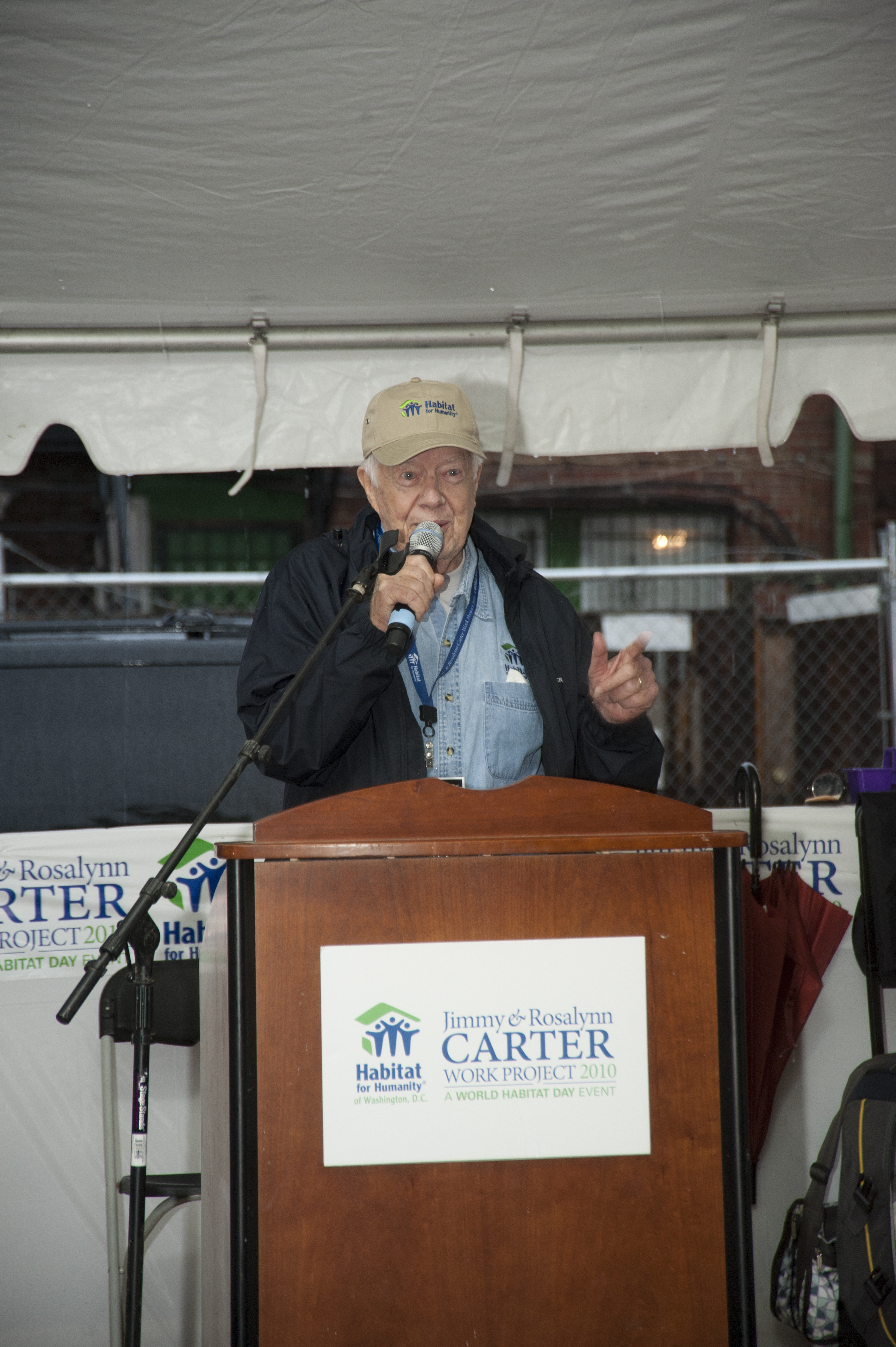
Jimmy Carter pronáší projev na World Habitat Day v roce 2010

V prezidentských volbách v roce 2004 Carter podpořil demokratického kandidáta Johna Kerryho a vystoupil na Národním sjezdu Demokratické strany v roce 2004. Vyjádřil také znepokojení nad dalším volebním neštěstím na Floridě.
Během demokratických prezidentských primárek v roce 2008 se spekulovalo, že Carter podpoří Baracka Obamu místo jeho hlavní soupeřky v primárkách Hillary Clintonové, protože Carter a další členové Carterovy rodiny se o Obamovi vyjadřovali příznivě. Zároveň přemlouval Ala Gora, aby zkusil znovu prezidentskou kandidaturu. Přestože Obamu během primárek nepodpořil, koncem května 2008 prohlásil, že Clintonová by měla ukončit svou kandidaturu a po finále primárek dne 3. června Obamovi ustoupit. Zároveň předpověděl, že brzy po primárkách 3. června veřejně oznámí dostatečný počet superdelegátů svůj záměr hlasovat pro Obamu, aby se stal předpokládaným kandidátem. I on právě 3. června veřejně podpořil Obamu a prozradil, že pro něj bude jako superdelegát hlasovat (jako bývalý prezident měl Carter nárok na jedno z 20 míst superdelegáta vyhrazených pro „významné stranické představitele“). Předtím zůstával oficiálně neutrální a vyhýbal se jednoznačnému vyjádření podpory Obamovi. Během volební kampaně Carter kritizoval republikánského kandidáta Johna McCaina. Poté, co se Obama stal předpokládaným kandidátem, doporučil Obamovi, aby si nevybíral Clintonovou jako svou kandidátku.
Před primárkami prezidentských voleb v roce 2012 Carter vyjádřil svou preferenci pro republikána Mitta Romneyho jako vítěze republikánské nominace, i když upřesnil, že Romneyho preferuje proto, že ho považuje za potenciálního republikánského kandidáta, který by nejvíce zajistil znovuzvolení prezidenta Obamy.
V prezidentských volbách v roce 2016 se Carter vyjádřil kriticky k republikánskému prezidentskému kandidátovi Donaldu Trumpovi krátce po jeho vstupu do primárek a předpověděl mu, že prohraje. V průběhu primárek Carter prohlásil, že by dal přednost Trumpovi před jeho hlavním soupeřem Tedem Cruzem, ačkoli Trumpovu kampaň během primárek a ve svém projevu na Národním sjezdu Demokratické strany v roce 2016 napadal. V srpnu 2016 Carter podpořil předpokládanou demokratickou kandidátku Hillary Clintonovou a svou podporu Clintonové opět vyjádřil ve svém projevu na sjezdu Demokratické strany. V roce 2019 Carter obvinil Trumpa, že by nebyl zvolen, kdyby do voleb v roce 2016 nezasahovalo Rusko, a že Trump v roce 2016 volby vlastně nevyhrál. V diskusi se senátorem Berniem Sandersem v roce 2017 Carter prozradil, že v prezidentských primárkách Demokratické strany v roce 2016 hlasoval pro Sanderse.
Jimmy a Rosalynn Carterovi přednesli nahraný zvukový vzkaz, v němž podpořili Joea Bidena na virtuálním národním sjezdu Demokratické strany v roce 2020. Biden nakonec primárky Demokratické strany vyhrál nad Berniem Sandersem. Dne 6. ledna 2021, po útoku na americký Kapitol, spolu s dalšími třemi dosud žijícími bývalými prezidenty, Barackem Obamou, Georgem W. Bushem a Billem Clintonem, Carter útok odsoudil a vydal prohlášení, v němž uvedl, že on i jeho manželka jsou událostmi „znepokojeni“, a také prohlásil, že to, k čemu došlo, je „národní tragédie a není to to, čím jsme jako národ“, a dodal, že „po pozorování voleb v problémových demokraciích po celém světě vím, že my lidé se můžeme sjednotit, abychom se vrátili z této propasti a pokojně prosazovali zákony našeho národa“. Při inauguraci Joea Bidena 20. ledna 2021 přednesli pouze videozdravici, neboť se oba manželé nemohli obřadu osobně zúčastnit.
V listopadu 2022 odvolací soud Spojených států pro devátý obvod zrušil rozhodnutí tříčlenného senátu a naplánoval opakované projednání případu proti výměně pozemků na Aljašce, kterou navrhla Trumpova administrativa a která měla umožnit výstavbu silnice přes národní přírodní rezervaci Izembek. Carter neobvyklým způsobem podal stanovisko na podporu žaloby ekologických skupin, podle nichž směna porušuje zákon o ochraně aljašských národních zájmových území (Anilca), který byl přijat v roce 1980 ke konci Carterova funkčního období. Carter v době podání stanoviska uvedl, že tento zákon „je možná nejvýznamnějším domácím úspěchem mého politického života.“
V srpnu 2024 Carterův syn Chip prohlásil, že jeho otec se chce dožít 100 let, aby mohl v prezidentských volbách v roce 2024 volit Kamalu Harrisovou. Dne 16. října, druhý den předčasného hlasování v Georgii, se mu to podařilo.

### Izrael a Palestina
Jimmy Carter byl jedním z výrazných a dlouhodobých kritiků státu Izrael kvůli jeho postupu proti státu Palestina, kdy neváhal tento postup označit například za týrání nebo zacházení jako se zvířaty. Několikrát navštívil Pásmo Gazy a hovořil s představiteli Hamásu i Izraele, přičemž při jeho návštěvě v roce 2008 jej stát Izrael do Pásma Gazy nevpustil. Carterova kniha Palestine: Peace Not Apartheid z roku 2006 vyvolala kontroverzi, protože charakterizovala izraelskou politiku na Izraelem okupovaném Západním břehu Jordánu a v pásmu Gazy jako apartheid. V jednom rozhovoru Carter definoval apartheid jako „násilné oddělení dvou národů na stejném území, kdy jedna ze skupin ovládá nebo kontroluje druhou.“ V jednom svém komentáři prohlásil, že izraelská politika se rovná apartheidu horšímu než politika Jihoafrické republiky:
| „ | Když Izrael skutečně obsadí toto území hluboko na Západním břehu Jordánu a spojí asi 200 osad mezi sebou silnicí a pak zakáže Palestincům tuto silnici používat nebo v mnoha případech dokonce přes ni přecházet, dopouští se tím ještě horších případů apartheidu, než jakých jsme byli svědky i v Jihoafrické republice | “ |

Carter se proti obvinění z antisemitismu bránil slovy: „Doufám, že moje kniha alespoň podnítí debatu, která v této zemi dosud neexistovala. Nikdy se o této otázce nevedla žádná významná debata.“ Řekl, že Izrael nebude mít mír, dokud nebude souhlasit se stažením z okupovaných území, a dodal: „Největším závazkem v mém životě byla snaha o nastolení míru v Izraeli.“
V roce 2007 se Carter ve svém projevu na Brandeis University omluvil za formulace v knize, které naznačovaly, že palestinské sebevražedné teroristické útoky jsou ospravedlnitelné jako politický nástroj. „Ta věta byla formulována zcela nevhodně a hloupě. Napsal jsem vydavatelům, aby tuto větu v dalších vydáních knihy okamžitě změnili. Omlouvám se vám osobně i všem přítomným.“
Ve své knize We Can Have Peace in the Holy Land z roku 2010 Carter uvádí jako hlavní překážku míru na Blízkém východě neochotu Izraele stáhnout se z okupovaných palestinských území a rozšiřování osad. Taktéž odmítl rozhovor s deníkem Atlanta Jewish Times, protože jej list v roce 2015 v jednom z úvodníků označil za parazita.

### Ostatní aktivity
Carterovi zažili další dilema, když se jejich byznys v roce 1981 zadlužil na 1 milion dolarů. Carter začal psát knihy, aby tento dluh splatil. K červenci 2019 vydal více než 30 publikací, od knihy pro děti až po úvahy o svém prezidentství.
V roce 1982 Carter založil Carterovo centrum, nevládní a neziskovou organizaci, jejímž cílem je prosazování lidských práv a zmírňování lidského utrpení, včetně pomoci zlepšit kvalitu života lidí ve více než 80 zemích světa. Mezi tyto snahy patřila spolupráce se Světovou zdravotnickou organizací na vymýcení drakunkulózy, nazývané též morčecí nemoc. Podle statistik Carterova centra se výskyt této nemoci snížil z 3,5 milionu případů v polovině 80. let 20. století na 25 případů v roce 2016.
Carter se zúčastnil vysvěcení své prezidentské knihovny, i vysvěcení knihoven dalších prezidentů, včetně Ronalda Reagana, George H. W. Bushe, Billa Clintona a George W. Bushe.Pronesl smuteční řeč na pohřbech Coretty Scott Kingové, Geralda Forda a Theodora Hesburgha. V roce 2007 Carter založil organizaci New Baptist Covenant pro sociální spravedlnost.

## Smrt
Dne 1. října 2024 oslavil své sté narozeniny jako první exprezident v historii USA. Carter zemřel ve svém domě v Plains ve státě Georgia 29. prosince 2024 ve věku 100 let. Jeho syn, James Earl Carter Jr., oznámil jeho smrt toho odpoledne. Stalo se tak poté, co se v únoru 2023 rozhodl vstoupit do hospicové péče.
Krátce po tomto oznámení vydal prezident Joe Biden prohlášení, v němž uctil Carterův odkaz a označil ho za "muže zásad, víry a pokory". Bidenova administrativa také oznámila plány na uspořádání oficiálního státního pohřbu a dne smutku za něj, který se uskutečnil 9. ledna 2025.

## Citáty
| „                                                 | Nemůžeme být světový vůdce míru a současně světově největší výrobce zbraní. | “ |
| — Jimmy Carter, ve své prezidentské kampani, 1976 |                                                                             |   |

## Dílo
- Život ve víře: vzpomínky a zkušenosti. Praha: Pragma, 1997. 230 s. ISBN 80-7205-480-5.
- Sršní Hnízdo (Hornet’s nest). [s.l.]: Baronet, 2004. 532 s.
- Ženy, náboženství, násilí a moc. Překlad Václav Petr. Praha: Triton, 2016. 224 s. ISBN 978-80-7387-936-5.